# Воронін Володимир Максимович
Володимир Максимович Воронін (нар. 10 лютого 1942, село Новомихайлівка, тепер Чернігівського району Запорізької області) — український радянський комбайнер, політичний діяч. Механізатор племптахорадгоспу-репродуктора «Запорізький» Токмацького району Запорізької області, Герой Соціалістичної Праці (6.08.1974). Депутат Верховної Ради УРСР 11-го скликання.

## Біографія
Освіта середня. Закінчив Молочанське сільське виробниче технічне училище Запорізької області.
З 1958 року — робітник, тракторист, комбайнер радгоспу «Запорізький» Токмацького району Запорізької області.
Член КПРС з 1965 по 1991 рік.
Досягав високих результатів зі збирання врожаю. 27—28 липня 1974 року за 22 години роботи Володимир Воронін на комбайні скосив 60 гектарів озимої пшениці «Безостої-1» та намолотив 289 тон зерна.
Указом Президії Верховної Ради СРСР від 6 серпня 1974 року за виявлену трудову доблесть, видатну майстерність у використанні техніки на збиранні врожаю зернових культур та досягнення високого вироблення та намолота зерна у 1974 році Вороніну Володимиру Максимовичу присвоєно звання Героя Соціалістичної праці з врученням ордену Леніна та золотої медалі «Серп і молот».
На початку серпня 1974 року, після завершення збирання врожаю у своєму радгоспі, екіпаж Володимира Вороніна у повному складі вирушив на допомогу до колгоспу імені Жданова Лубенського району Полтавської області. За 7 днів роботи на Полтавщині було встановлено рекорд Полтавської області за добовим намолотом — 114 тонн. Потім Володимир Воронін поїхав на цілину, де за збиральний сезон 1974 року видав з бункера комбайна «Колос» 1920 тони зерна.
З 1974 року — тракторист-машиніст, механізатор збирально-транспортного загону племптахорадгоспу-репродуктора «Запорізький» Токмацького району Запорізької області.
Делегат 25-го з'їзду КПРС (1976) та 27-го з'їзду Комуністичної партії України (1986).
Потім — на пенсії в селі Запоріжжя Пологівського району Запорізької області.

## Нагороди
- Герой Соціалістичної Праці (6.08.1974)
- два ордени Леніна (8.12.1973, 6.08.1974)
- орден Жовтневої Революції (24.12.1976)
- орден Трудового Червоного Прапора (8.04.1971)
- медалі
- Державна премія СРСР (1977)
- Почесний громадянин Токмацького району Запорізької області